# Takanakuy
Takanakuy (Quechua) är en årlig högtid som firas av invånarna i Chumbivilcas-provinsen, i trakterna av Cuzco i Peru. Takanakuy firas den 25 december, när andra delar av världen firar juldagen.
Traditionen började i Santo Tomás, huvudstaden i Chumbivilacas och har nu spridit sig till andra delar av landet, som Cuzco och Lima. Festivalen bärs upp av dans och kamper – dueller mellan kämpar som vill visa sitt mod och sin manlighet.

## Kläder
Det finns fem traditionella karaktärer som gestaltas under festivalen. Klädedräkterna baseras på traditionell utrustning för att rida och färgglada peruanska masker, som representerar olika områden i Peru.
Majeno
Quarawatanna
Negro
Langosta
Q'ara Gallo

## Kamperna
Syftet med kamperna är att göra upp i konflikter som seglat upp under året. Sättet att kämpa eller slåss påminner mycket om kampsporter., där både sparkar och slag är tillåtna.
Den som vill utmana, ropar ut för- och efternamnet på sin motståndare. Kampen sker sedan ute på gatan. Att bita, dra i håret eller slå den som ligger ner är inte tillåtet.
Vinnare blir man på knockout, men man kan också dömas till vinnare. Motståndaren kan protestera och kräva fortsatt kamp. 

## Datum
Festivalen äger rum den 25 december varje år. 

## Övrigt
Myndigheterna har försökt avstyra firandet av Takanakuy, men utan framgång. Tvärtom har festivalen spridit sig. Numera deltar även andra invånare än ursprungsbefolkningen. En motsvarande tradition i Bolivia kallas Tinku, men där sker firandet i maj månad.